# Загиблий у бою

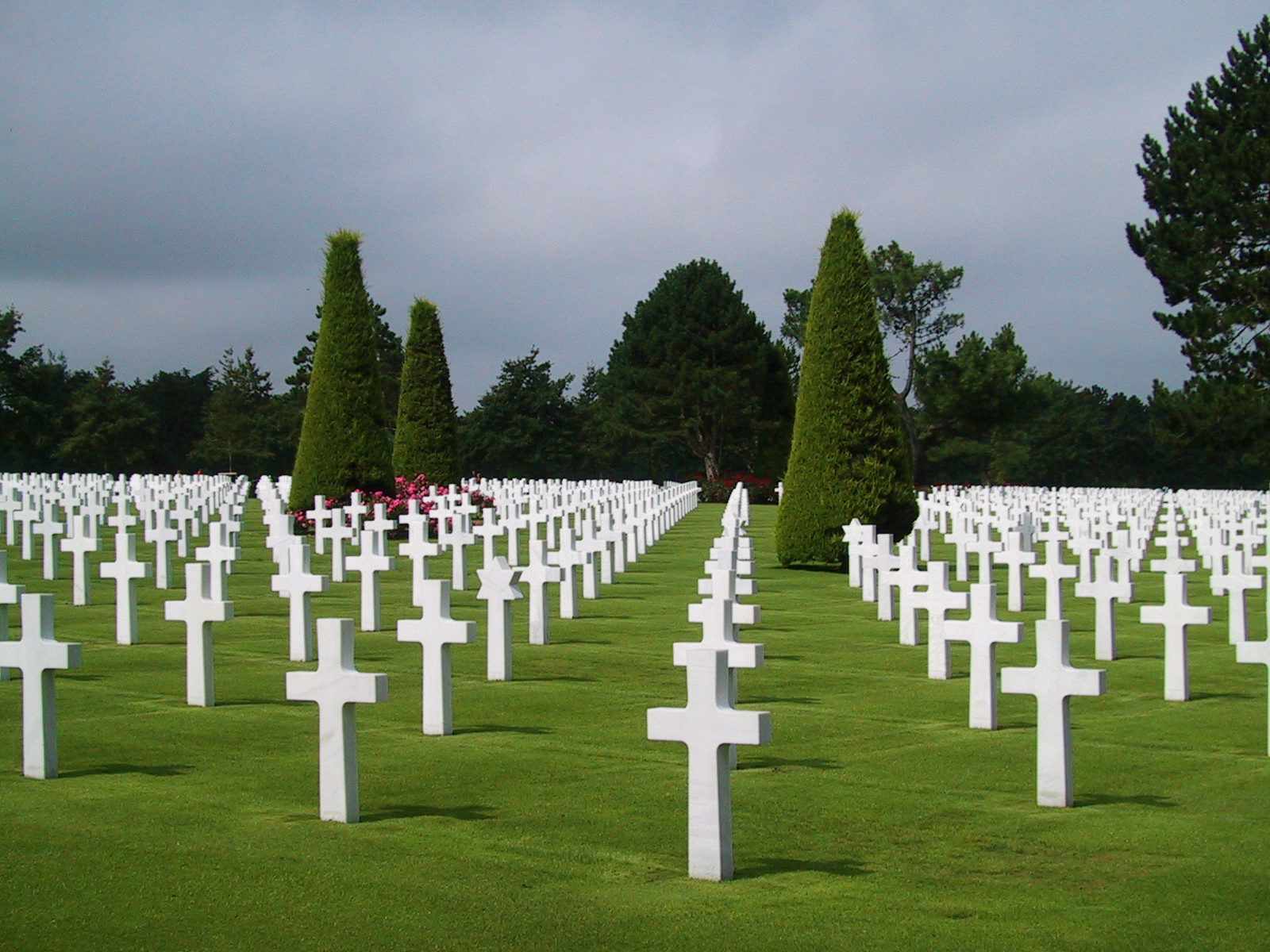
Військовий цвинтар американських солдатів, що загинули під час висадки морського десанту в Нормандії. Плацдарм «Омаха».

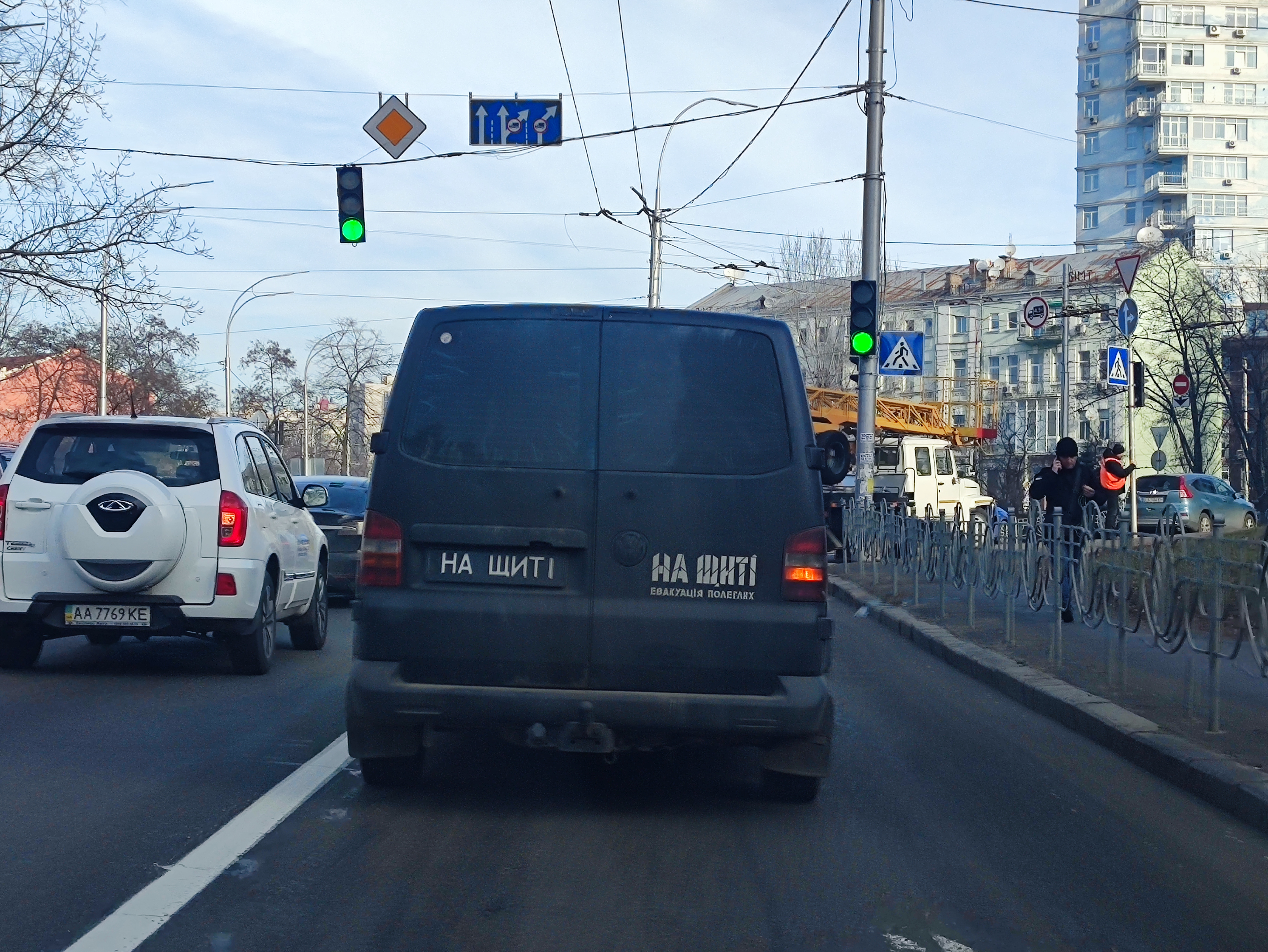
На щиті

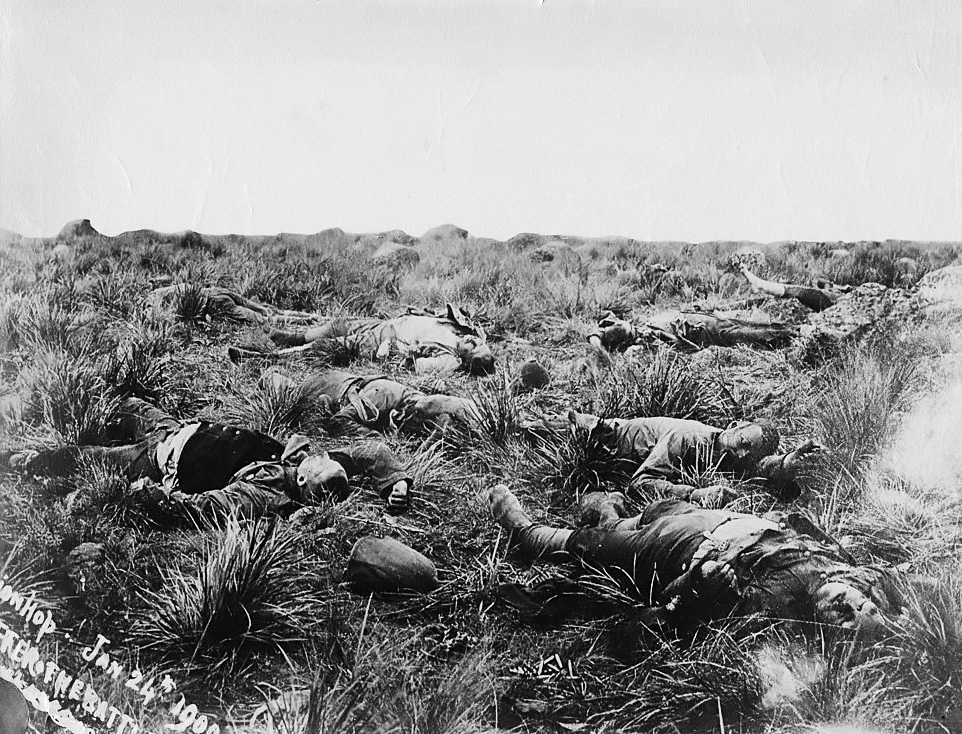
Загиблі в результаті бою британські солдати. Друга англо-бурська війна. 1900

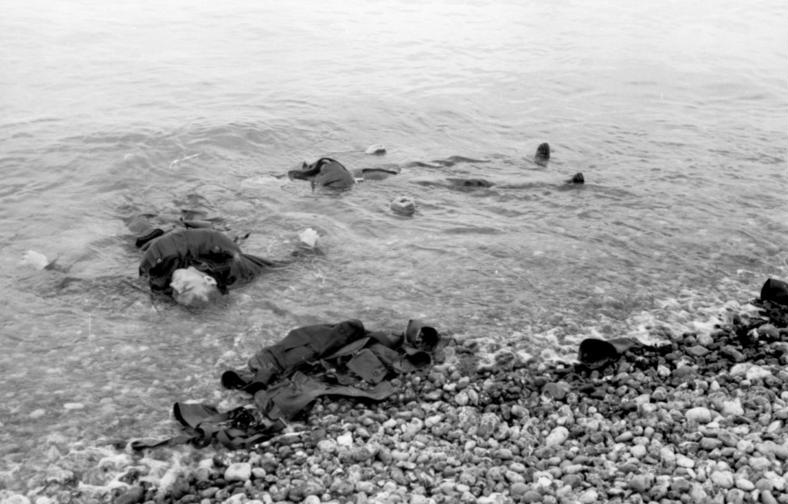
Тіла загиблих канадських солдатів. Битва за Дьєп. 1942

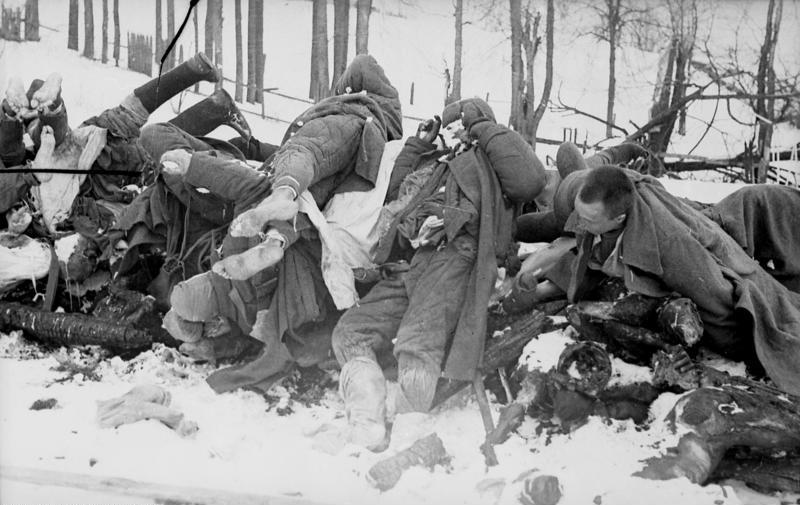
Радянські солдати, що загинули під час битви за Холм. Торопецько-Холмська операція. 1942

Заги́блий у бо́ю (англ. killed in action, KIA) — у військовій справі — військова втрата, що стосується категорії військовослужбовців, котрі брали участь у військових діях і загинули внаслідок дії противника, як безпосередньо під час бойових дій, так і в разі смерті від поранень або інших пошкоджень, несумісних із життям, до отримання ними кваліфікованої медичної допомоги.

## Класифікація
Усталена класифікація категорій військових утрат (має поширення у збройних силах країн-членів НАТО тощо):
- MIA — Missing in action (зниклий безвісти)
- DOW — Died of wounds (померлий від ран)
- WIA — Wounded in action (поранений у бою)
- POW — Prisoner Of War (військовополонений)

## Порядок встановлення статусу членів родин загиблих військовослужбовців в Україні
У разі поранення або загибелі військовослужбовців в зоні АТО, їхній статус, встановлення групи інвалідності, а також статус членів родин загиблих визначається військово-лікарськими комісіями, які діють при всіх військових медичних закладах України, які є важливими структурними підрозділами військової медицини України. Статус члена родини загиблого військовослужбовця, на підставі офіційних документів військово-лікарських комісій, надається вповноваженими державними комісіями по лінії Міністерства соціальної політики України.
Усі члени родин загиблих військовослужбовців, які нагороджені найвищими державними нагородами України, мають законодавче право на отримання пенсії за особливі заслуги перед Україною.

## Офіційні сайти-портали військових відомств України
- Сайт Міністерства оборони України [Архівовано 18 лютого 2012 у Wayback Machine.]
- Сайт Міністерства внутрішніх справ України
- Сайт Національної гвардії України
- Сайт Державної прикордонної служби України [Архівовано 3 грудня 2016 у Wayback Machine.]
- Сайт Служби безпеки України
- Сайт Державної служби України з надзвичайних ситуацій
- Сайт Служби зовнішньої розвідки України [Архівовано 17 травня 2014 у Wayback Machine.]